# Yampil (Vinnytsia)
Yampil (em ucraniano:  Ямпіль; em russo:  Ямполь, Yampol; em romeno:  Iampol) é uma cidade da Ucrânia, situada no Oblast de Vinnytsia. Tem 9,5 km² de área e sua população em 2020 foi estimada em 10.879 habitantes.